# Zingiber mekongense
Gừng Mê Kông (danh pháp khoa học: Zingiber mekongense) là một loài thực vật có hoa trong họ Gừng. Loài này được François Gagnepain miêu tả khoa học đầu tiên năm 1907.

## Mẫu định danh
Mẫu định danh: Thorel C. 2198; thu thập trong chuyến thám hiểm sông Mê Kông giai đoạn 1866-1868, tọa độ khoảng 14°54′27″B 105°52′1″Đ / 14,9075°B 105,86694°Đ, trên đường giữa Stung Treng và đảo Don Khong. Mẫu holotype (MNHN-P-P00088652, ZRC ghi là syntype) lưu giữ tại Bảo tàng Lịch sử Tự nhiên Quốc gia Pháp ở Paris (P).
Theo website của MNHN, thì isotype là mẫu UM-MPU-MPU011597 lưu giữ tại Viện Thực vật học thuộc Đại học Montpellier (MPU) còn các type bao gồm MNHN-P-P00088651 (ZRC ghi là syntype), MNHN-P-P00450942 và MNHN-P-P00686602.  

## Phân bố
Loài này có tại Campuchia, Lào, Myanmar, Thái Lan và Việt Nam.
Tại Việt Nam: Ghi nhận tại các tỉnh Bình Thuận, Thanh Hóa, Nghệ An. Môi trường sống là rừng thứ sinh thường xanh hay bán rụng lá trên núi thấp, nơi ẩm ở các hốc núi đá vôi và núi đất, ở độ cao 10-600 m. Mùa hoa tháng 4-12; mùa quả tháng 6 đến tháng 2 năm sau.

## Phân loại
Z. mekongense thuộc tổ Cryptanthium.

## Mô tả
Cây thân thảo lâu năm, mọc thành bụi 2-10 thân giả, cao 50-150 cm. Thân rễ phân nhánh ngắn, nằm ngang cách mặt đất khoảng 5 cm, nhiều lóng, các lá vảy dạng ống rụng sớm bao bọc, lóng 1-1,5 × 1,2-1,6 cm, vỏ nâu, ruột vàng nhạt, có mùi thơm nhẹ; các rễ bên màu nâu, dài ~25 cm, mang nhiều rễ tơ, phình ở giữa hay ở đầu thành các củ hình trứng hay elip, ~1,8-2,2 × 1-1,3 cm, vỏ nâu, ruột trắng. Thân giả với 3-4 bẹ lá ở sát gốc, 7-15 lá trưởng thành phía trên; bẹ lá dài 2,5-12 cm, màu đỏ tía đến tía xanh hay xanh, có sọc mờ, không lông, mép nâu, khô và rách sớm; lá bẹ phía trên xanh, có lông măng thưa, mép trắng mờ hay nâu nhạt, nhanh khô và rách. Cuống lá gần như không có hoặc rất ngắn, 2-3 mm; lưỡi bẹ dạng màng, dài 2,2-3,4 cm, màu trắng mờ, có lông thưa, chẻ đến 1/2-1/3 từ đỉnh, đỉnh tù, mép nâu nhạt, dạng giấy, khô xác, dễ rách; phiến lá thuôn dài hay hình trứng ngược-thuôn dài, 35-62 × 5,5-12 cm, mặt trên xanh sáng, nhẵn nhụi, mặt dưới trắng-xanh nhạt, có lông trắng mịn; đáy thon nhỏ dần-hình nêm, đỉnh nhọn thon với đuôi thanh mảnh. Cụm hoa 2-3, mọc từ gốc thân giả; cuống cụm hoa nằm ngang dưới mặt đất, 3,5-11 × 0,8-1,2 cm, mang 5-7 lá dạng vảy hình trứng rộng đến thuôn, 1-3,7 × 1,3-2,5 cm, màu trắng hay trắng hồng, không lông; cụm hoa hướng lên, nằm ngang mặt đất hay nhô lên một phần, hình trứng hoặc hơi thon dài, 5-10 × 2,5-4 cm; lá bắc hình trứng thon, 35-41 × 5-18 mm, màu trắng hay trắng hồng phía dưới, màu đỏ nhạt phía trên, có lông nâu thưa, nhiều hơn ở phần trên, đỉnh nhọn; lá bắc con hình trứng hẹp, 35-38 × 5-8 mm, màu trắng hồng hay kem nhạt, có lông thưa, đỉnh nhọn, bao 1 hoa. Đài hoa dạng ống, 21-25 × 5-6 mm, màu trắng, mỏng, có lông thưa, chẻ xiên một bên khoảng 8 mm, đầu 3 thùy thấp, các thùy không đều nhau. Tràng hoa hình ống, 35-38 × 2,5-3 mm, màu trắng, có lông mịn ở phần đỉnh, thưa dần về phía đáy; thùy tràng hình trứng hẹp, màu đỏ hay vàng kem, có ít lông ở gốc và mũi, thùy tràng lưng 25-27 × 9-10 mm, các thùy tràng bên 22-25 × 5-7 mm. Cánh môi hình trứng ngược thuôn hay rộng, 22-26 × 15-22 mm, nửa dưới màu trắng, nửa trên màu vàng với các đốm tía, không lông, mép nguyên, uốn xuống, đỉnh tròn; nhị lép hợp sinh với cách môi khoảng 1/3 ở đáy, tạo thành các thùy bên của cánh môi, hình trứng ngược-thuôn hay hình elip, 15-22 × 5-10 mm, nửa dưới màu trắng, nửa trên màu vàng nhạt với các sọc hay đốm tía, đỉnh tròn, không lông. Chỉ nhị rất ngắn, 2,5-3 × 2,2-2,5 mm, màu trắng, có lông thưa ở mặt lưng. Bao phấn 12-15 × 1,5 mm, màu vàng kem, có đốm tía ở mặt lưng, không lông, nứt dọc; hạt phấn màu kem. Phần phụ liên kết bao phấn dài 12-15 mm, đầu cong hướng vào cánh môi, màu trắng ở gốc, trắng tía nhạt về phía đầu, không lông. Vòi nhụy hình chỉ, dài 5,8-6,2 cm, nửa dưới màu trắng, nửa trên màu trắng tía, không lông; nuốm nhụy hình ống, 3,5-4 × 1-1,5 mm, trắng, không lông, có lông tơ. Bầu nhụy hình trụ, 5 × 3 mm, nhiều lông nâu mịn. Núm nhụy 2, dạng mũi kim, dài ~6 mm, màu kem, không lông. Quả nang trưởng thành 3 cạnh, hình trứng, 3,5-5 × 1,3-2 cm, màu đỏ tía, bóng, thưa lông ở nửa trên, chứa 10-15 hạt. Hạt hình cầu, có cạnh mờ, 4-5 × 3-4 mm, màu đỏ, bóng, gần 3 cạnh, không lông, được bao bọc hoàn toàn trong áo hạt; áo hạt dài 6-7 mm, màu trắng, chia 3-4 thùy.